# Passengers (película de 2008)
Passengers (conocida como Almas pasajeras en México) es una película estadounidense de 2008 dirigida por Rodrigo García Barcha y protagonizada por Anne Hathaway.

## Sinopsis
La terapeuta Claire Summers (Anne Hathaway) se encarga del tratamiento de cinco supervivientes de un accidente de avión. Uno de ellos, Eric (Patrick Wilson) aprovecha la situación para seducirla, pero en el resto comienzan a aflorar recuerdos que contradicen la versión de la compañía aérea. Cuando empiezan a desaparecer uno tras otro, Claire sospecha que la compañía tiene algo que ver y que tal vez se encuentre en medio de una conspiración.

## Reparto
- Anne Hathaway como Claire Summers.
- Patrick Wilson como Eric Clark.
- Clea DuVall como Shannon.
- Chelah Horsdal como Janice.
- Ryan Robbins como Dean.
- Don Thompson como Norman.
- David Morse como Arkin.
- Andre Braugher como Perry.
- Dianne Wiest como Toni.

## Producción
La historia de Passengers encuentra su origen en el propio miedo a la paternidad de su guionista Ronnie Christensen. Aterrorizado ante la idea de convertirse en padre, Christensen canalizó sus miedos a través de la escritura formulando una comparación de su propio impasse con una de las situaciones que más pueden asustar, un accidente aéreo. Passengers pues, es un análisis psicológico en el que se representa la muerte y un nuevo comienzo para sus protagonistas, es decir, la vida más allá de la muerte. Con este argumento, por lo tanto, se tuvo que buscar un director que pudiera entender a los personajes y capturar en la pantalla la emotividad natural y a la vez equilibrada que expresaba la historia. Rodrigo García fue el director seleccionado para este desafío. Considerado un cineasta de culto con películas como Nueve vidas o Cosas que diría con sólo mirarla, este fue su primer trabajo realizado a partir de un guion ajeno. Y para llevarlo a cabo contó con el apoyo incondicional de una de las actrices más solicitadas del momento, Anne Hathaway, en el papel protagonista, y todo un elenco de actores secundarios tan consolidados como Dianne Wiest y David Morse. 
El rodaje tuvo lugar en Vancouver (Canadá) durante los meses de febrero y marzo de 2007. La lluvia y el cielo gris de la ciudad se convirtieron en el escenario ideal para la película. Al fin y al cabo, el objetivo era envolver a los protagonistas en un mundo frío y etéreo que compartiera con ellos la apariencia de irrealidad que se pretendía crear. La iluminación fue pues, uno de los elementos principales a tener en cuenta a la hora de rodar. Sin embargo, donde el equipo de Passengers se superó fue en la creación y el rodaje de la escena del accidente del avión en la playa. Para ello, se sirvieron de una mezcla de planos en vivo de un avión en las playas de Vancouver y de unos efectos especiales que hacen al espectador cómplice de como un lado del avión se abre por completo y se ve cómo el horizonte se acerca cada vez más. El resultado fue espectacular, especialmente para la gente que estaba en los alrededores y fue testigo del accidente y de las inmensas explosiones y que frenéticamente llamó al 911 hasta que corrió la voz de que las playas de Vancouver eran el escenario de una película.
Fruto de este trabajo, surgió una historia centrada en la relación de las víctimas de un accidente aéreo pero, sobre todo, una historia que demuestra que la realidad es un reflejo de otra realidad. Por lo tanto, según Ronnie Christensen: "cuando uno niega la realidad, al final la verdad siempre sale a relucir".

## Crítica
La película recibió generalmente comentarios negativos por parte de los críticos. La película tuvo un 21% de comentarios positivos en Rotten Tomatoes. 
En concreto, Michael Ordona, de Los Angeles Times, escribió sobre ella que a pesar del "reparto y la sensible dirección de Rodrigo García", Passengers era sólo "un largo viaje a lugares comunes".
Por lo tanto, se la consideró una película entretenida y correcta en todos sus aspectos técnicos pero, al mismo tiempo, previsible y, en consecuencia, lenta. De hecho, no faltaron las comparaciones con otras cintas de su género que en su momento llegaron a sorprender por su originalidad como The Sixth Sense (1999) del director M. Night Shyamalan.